# 熊谷仁志
熊谷 仁志（くまがい さとし、2002年（平成14年）4月10日 - ）は、日本の俳優、ファッションモデル。東京都出身。血液型はA型。

## 略歴
2019年までスターダストプロモーションに所属しており、当時積水ハウスの企業CM「この日を忘れない」篇に出演し、CM出演を果たした。後に事務所を退社し、男子高生ミスターコン2019にエントリーした。
2019年10月7日から11月4日にかけて、AbemaTVにて放送された高校生による青春恋愛リアリティーショー「今日、好きになりました。」の台湾編に出演。次弾のグアム編にも継続メンバーとして2日目の昼から旅にサプライズ参加した。台湾編の時から告白され続けてきた向葵まるとグアム編でカップルとして成立した。これがきっかけとなり、2人で「さとまるカップル」と題し、YouTubeなどのSNS活動もスタートさせた。
2021年7月15日に放送された番組『中居大輔と本田翼と夜な夜なラブ子さん』内で向葵まると破局したことを報告。「今日、好きになりました。」成立のカップルとしては歴代最長(2022年時点)となる1年8ヶ月で交際が終了した。

## 出演

### テレビドラマ
- ドクターX～外科医・大門未知子～ 第6シリーズ 第8話（2019年12月5日、テレビ朝日）[5]
- 僕だけが17歳の世界で（2020年2月20日、AbemaTV） - クラスメイト 役

### テレビ番組
- NHK高校講座 家庭総合（2020年4月 - 、NHKEテレ）[6]
- 中居大輔と本田翼と夜な夜なラブ子さん (不定期出演 - 、TBS)
- まるのレギュラー番組で、まるや自身が撮影のVTRに映る形
- 行列の出来る法律相談所
- ニノさん

### Web
- 今日、好きになりました。（AbemaTV）
  - 台湾編（2019年10月7日 - 11月4日）[7]
  - グアム編（2019年11月11日 - 12月9日）[8]
  - 春休み特別編（2020年3月16日 - ）[9]
  - 恋をしたのは、あと30センチ届かないあなたでした。(Abemaオリジナル)
  - 今日好き部 放課後チャレンジ編（2020年4月16日 - 8月31日）
  - 今日好き部 卒業プロジェクト （2021年2月1日 - 3月15日）
  - 春休み特別編（2021年3月22日，3月29日）
  - 高3メンバー大集合！今日好き卒業オンラインファンミーティング！(2021年3月29日)
※生放送

### CM
- 積水ハウス「この日を忘れない」篇（2018年）[1]

### ランウェイ
- TGC teen 2019 WINTER（2019年12月25日、STUDIO COAST）[10]
- 超十代2020 デジタル ‐ULTRA TEENS FES- 2020 @SHIBUYA（2020年3月24日）[11]

### ミュージックビデオ
- 足立佳奈「話がある」今日好きVer.（2019年）[12][13]
- さとまる（くまがいさとし×向葵まる）「amを飾る」(2020年)
- SHE'S「追い風」（2020年12月19日）

## 作品

### オリジナル曲･作詞
- さとまる「amを飾る」(作詞:くまがいさとし 作曲･編曲:サイトウショウタ)
-TEENS Channel オリジナルソーシャルドラマ『2人の恋、交換してみた』 挿入歌